# Hypochrysops narcissus
Hypochrysops narcissus är en fjärilsart som beskrevs av Fabricius 1775. Hypochrysops narcissus ingår i släktet Hypochrysops och familjen juvelvingar. Inga underarter finns listade i Catalogue of Life.